# Ван Гог (фильм, 2010)
«Ван Гог: портрет, написанный словами» (Van Gogh: Painted with Words) — телевизионный фильм-биография, созданный кинематографистами канала BBC One. Эта документальная драма рассказывает о знаменитом голландском художнике Винсенте Ван Гоге и том жизненном пути, который он прошел.

## Сюжет
Следуя через юность, нищенскую молодость, метания от профессии к профессии – от учителя к попыткам стать священнослужителем и до того момента, когда он взял в руки карандаш, и вновь бедность, болезни, расстройство психики и раннюю, в возрасте 37 лет, смерть - фильм «Ван Гог: портрет написанный словами» рассказывает подлинную историю жизни и трагедии одного из самых великих художников – импрессионистов.
Он начал карьеру в торговой фирме, но был уволен. Тогда он решил, что хочет стать учителем, но не мог найти постоянную работу. Затем он учился, чтобы стать священником, но провалил экзамены. У него не получалось ничего, за что бы он ни брался, пока не начал рисовать эскизы.
Фильм о жизни и творчестве Винсента Ван Гога, основанный на его письмах к своему младшему брату Тео.

## В ролях
- Бенедикт Камбербэтч — Винсент Ван Гог
- Джейми Паркер — Тео Ван Гог
- Кристофер Гуд — Теодорус Ван Гог
- Эйдан Макардл — Поль Гоген
- Ровена Купер — Анна Ван Гог
- Фердинанд Кингсли — Альбер Орье
- Джим Крейгтон — Феликс Рэй

## Награды
- 2011 — Фильм участвовал в фестивале Banff Television Festival и победил в номинации: Best Arts Program.[1]